# Lophotis ruficrista
El sisón moñudo austral (Lophotis ruficrista) es una especie de ave otidiforme de la familia Otididae que vive en el sur de África.

## Distribución geográfica
Se encuentra en Angola, Botsuana, Mozambique, Namibia, Sudáfrica, Suazilandia, Zambia y Zimbabue.